# Première République (Côte d'Ivoire)
Pour les articles homonymes, voir Première République.
Cet article concerne le régime politique. Pour son fondement juridique, voir Constitution ivoirienne de 1959, Constitution ivoirienne de 1960.
1959 – 2000 
(41 ans, 4 mois et 6 jours)
Entités précédentes :
- Afrique-Occidentale française

Entités suivantes :
- Deuxième République

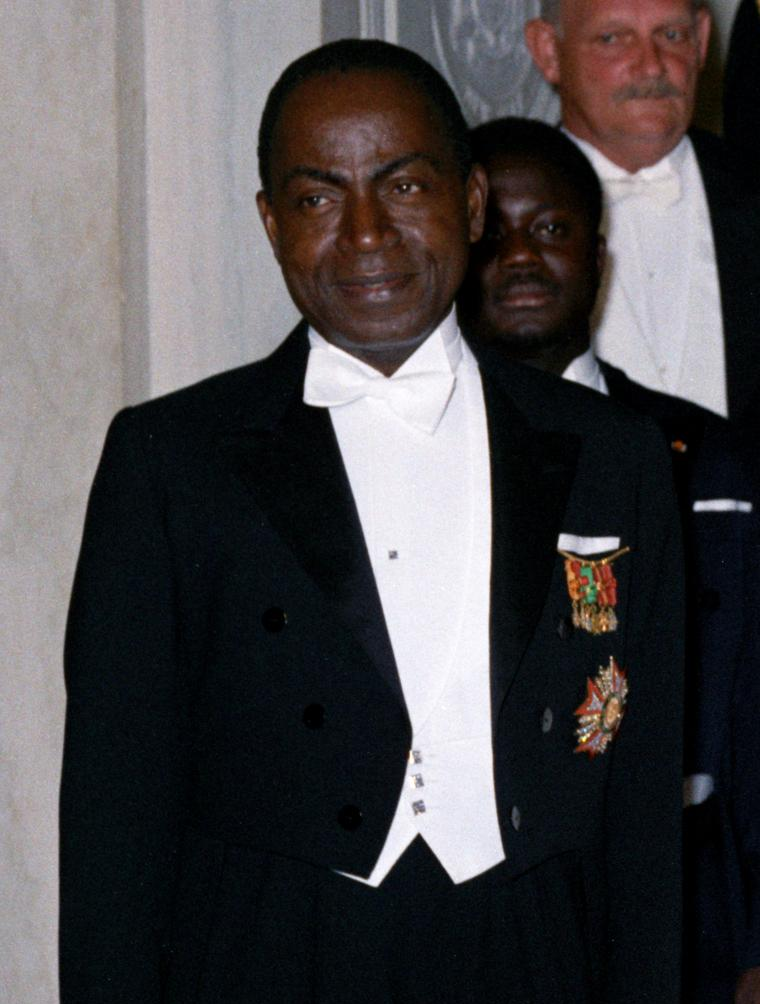
Félix Houphouët-Boigny, figure marquante de la 1re République

La Première République est née à la veille de l'indépendance de la Côte d'Ivoire avec la constitution du 26 mars 1959 (confirmée par celle de 1960) et a vécu pendant trois décennies sous un régime de parti unique de fait dominé par le Parti démocratique de Côte d'Ivoire, section du Rassemblement démocratique africain (PDCI-RDA). Elle a connu une libéralisation de la vie politique ivoirienne avant de prendre en 2000.

## Institution
Après avoir répondu favorablement au référendum d’autodétermination organisé dans toute la communauté franco-africaine et malgache, la Côte d'Ivoire, encore colonie française, se proclame le 4 décembre 1958, République. L’Assemblée Territoriale de la Côte d'Ivoire se proclame Assemblée Constituante mais c'est seulement le 26 mars 1959, que la première Constitution est adoptée.

## Vie politique

### La domination absolue du PDCI-RDA
La période couverte par la Première République est marquée par une large domination du Parti démocratique de Côte d'Ivoire, section du Rassemblement démocratique africain (PDCI-RDA) et de son leader Félix Houphouët-Boigny.

### Les contestations politiques et leur gestion
Les contestations politiques nées avant la proclamation de l'Indépendance ont été résolues par la négociation et ont abouti à la fusion des différences forces politiques dans le PDCI-RDA.
Après l'indépendance, les contradictions majeures dont notamment, le complot du chat noir en 1963, les événements du Guébié en 1970 ou les manifestations du 18 février 1992, ont été sévèrement réprimées.

## Le coup d'État de 1999
Dans un environnement de tension politique aigüe, le 24 décembre 1999, un coup d'État porte le général Robert Guéï au pouvoir, en remplacement d'Henri Konan Bédié, déchu. Le Comité national de salut public (CNSP) qui prend ainsi le pouvoir dissout les principales institutions et met fin à la Constitution.